# Scherpenheuvel-Zichem
Scherpenheuvel-Zichem é uma cidade e um município da Bélgica localizado no distrito de Lovaina, província de Brabante Flamengo, região da Flandres.